# Хинин
Хини́н (C20H24N2O2) — основной алкалоид коры хинного дерева с сильным горьким вкусом, обладающий жаропонижающим и обезболивающим свойствами, а также выраженным действием против малярийных плазмодиев. Это позволило в течение длительного времени использовать хинин как основное средство лечения малярии. Сегодня с этой целью применяют более эффективные синтетические препараты (например: эйхинин), но по ряду причин хинин находит своё применение и в настоящее время.

## История
Хинин был первым препаратом, использовавшимся для лечения малярии. Хинин использовался в качестве миорелаксанта индейцами кечуа — коренными жителями Перу, Боливии и Эквадора, — чтобы остановить дрожь при низких температурах. Кечуа смешивали измельчённую кору хинных деревьев с подслащённой водой, которая компенсировала горький вкус коры, получая в результате тонизирующую воду.
Первыми хинин в Европу привезли иезуиты. Испанцы знали о целебных свойствах коры хинного дерева к 1570-м годам или ранее: Николас Монардес (1571) и Хуан Фрагозо (1572) описали растение, которое впоследствии было идентифицировано как хинное дерево, кора которого использовалась для производства напитка для лечения диареи. Хинин использовался в неэкстрагированной форме европейцами, по крайней мере, с начала XVII века. Впервые он был применён для лечения малярии в Риме в 1631 году. В XVII веке малярия была эндемичной для болот, окружающих город. Малярия была причиной смерти нескольких пап, многих кардиналов и множества простых римских граждан. Большинство обученных в Риме священников видело жертв малярии и было знакомо с дрожью, вызванной лихорадочной фазой заболевания. Иезуит брат Агостино Салумбрино, фармацевт по образованию, который жил в Лиме, наблюдал кечуа, использущих кору хинного дерева для этой цели. Хотя его эффект в лечении малярии (и дрожи, вызванной малярией) не был связан с его эффектом в борьбе с дрожью от озноба, это оказалось успешным лекарством от малярии. При первой же возможности Салумбрино отправил небольшое количество в Рим для тестирования на лечение малярии. В последующие годы кора хинного дерева, известная как кора иезуитов или перуанская кора, стала одним из наиболее ценных товаров, отправляемых из Перу в Европу. Когда в конце XVII века король Карл II излечился от малярии с помощью хинина, он стал популярным в Лондоне. Он оставался предпочитаемым противомалярийным препаратом до 1940-х годов, когда на смену ему пришли другие лекарства.
Форма хинина, наиболее эффективная при лечении малярии, была найдена Шарлем Мари де ла Кондамином в 1737 году. В 1820 году французские исследователи Пьер Жозеф Пеллетье и Жозеф Бенаиме Каванту впервые выделили хинин из коры дерева рода Cinchona — вероятно, Cinchona officinalis — и соответствующим образом дали название этому веществу. Название было получено из оригинального слова языка кечуа для коры хинного дерева, quina или quina-quina, что означает «кора коры» или «святая кора». До 1820 года кору сначала сушили, измельчали до мелкого порошка, а затем смешивали с жидкостью (обычно вином), которую затем пили. Широкое использование хинина с целью профилактики малярии началось примерно в 1850 году. В 1853 году Пол Брике опубликовал краткую историю и обсуждение литературы по хинину (quinquina).
Хинин сыграл значительную роль в колонизации Африки европейцами. Считается, что хинин стал главной причиной, по которой Африка перестала называться «могилой белого человека». По словам историков, «именно эффективность хинина дала колонистам новые возможности ворваться в Золотой Берег, Нигерию и другие части Западной Африки».
Чтобы сохранить свою монополию на кору хинного дерева, Перу и соседние страны начали запрещать экспорт семян и саженцев хинного дерева в начале XIX века. Голландское правительство продолжало попытки контрабанды семян, и в конце XIX века голландцы выращивали растения на индонезийских плантациях. Вскоре они стали основными поставщиками растения, а в 1913 году они создали «Кина бюро» (Kina Bureau), картель производителей хинного дерева, отвечающий за контроль над ценами и производством. К 1930-м годам голландские плантации на Яве производили 22 миллиона фунтов коры хинного дерева, или 97 % мирового производства хинина. Попытки США преследовать в судебном порядке «Кина бюро» оказались безуспешными. Во время Второй мировой войны союзные державы были отрезаны от поставок хинина, когда Германия завоевала Нидерланды, а Япония контролировала Филиппины и Индонезию. США получили четыре миллиона семян хинного дерева с Филиппин и начали эксплуатировать плантации хинного дерева в Коста-Рике. Кроме того, они начали собирать дикую хинную кору во время хинных миссий. Эти поставки подоспели слишком поздно. Десятки тысяч американских солдат в Африке и южной части Тихого океана погибли из-за отсутствия хинина. Несмотря на контроль над поставками, японцы не использовали хинин эффективно, и в результате погибли тысячи японских военнослужащих в юго-западной части Тихого океана. Хинин оставался предпочтительным противомалярийным препаратом до окончания Второй мировой войны, когда другие лекарства, такие как хлорохин, которые имели меньше побочных эффектов, в значительной степени заменили его.

## Побочные действия
Хинин часто вызывает побочные явления: шум в ушах (ототоксичен, может ухудшать слух), головокружение, рвоту, учащённое сердцебиение, дрожание рук, бессонницу. При идиосинкразии к хинину уже малые дозы могут вызвать эритему (ограниченное покраснение кожи), крапивницу, повышение температуры тела, маточные кровотечения, гемоглобинурийную лихорадку (тяжёлое осложнение течения малярии, вызываемое распадом эритроцитов), оказать избирательное психотропное (возбуждающее), нейро-, кардиотоксическое действие. Для лёгкого отравления характерны головная боль, головокружение, шум в ушах, нарушение зрения, диспепсия, рвота, жидкий стул, боль в животе. При тяжёлых отравлениях преобладают явления сердечно-сосудистой недостаточности, ускорение пульса и падение артериального давления, нарушение проводимости миокарда. Возможно развитие глубокого коматозного состояния с расширением зрачков и отсутствием их реакции на свет, нарушением дыхания. Иногда наблюдаются токсическое поражение печени, атрофия зрительного нерва. Смертельная доза — около 10 г.

## Биологические эффекты хинина
Хинин оказывает сложное и многостороннее действие на организм человека и животных. Оказывает антиаритмическое действие, замедляет проводимость, снижает возбудимость и автоматизм сердечной мышцы и одновременно оказывает слабое атропиноподобное действие. Относится к антиаритмическим средствам Іа класса. По антиаритмической активности хинин, однако, уступает своему изомеру хинидину и даёт больше побочных эффектов. Поэтому в качестве антиаритмического средства хинин в настоящее время полностью вытеснен хинидином.
Хинин обладает чрезвычайно горьким вкусом и, как многие горечи (например, экстракты из полыни или кофеин, стрихнин), при приёме внутрь увеличивает секрецию желудочного сока и стимулирует аппетит. Понижает температуру тела, угнетая терморегулирующий центр гипоталамуса. Ранее[уточнить] его широко применяли как жаропонижающее и как стимулятор аппетита. В наше время, в связи с наличием эффективных жаропонижающих средств и мощных стимуляторов аппетита, хинин практически перестал употребляться в обоих качествах.
Хинин снижает возбудимость ЦНС и оказывает умеренное неспецифическое седативное (успокаивающее) действие, благодаря чему его в средние века и даже в начале XX века достаточно широко применяли в различных комбинациях с бромидами, успокаивающими травами типа валерианы, пустырника, боярышника при «нервном истощении».
Хинин оказывает неспецифическое анальгезирующее действие, особенно выраженное при головной боли, и потенцирует (усиливает) действие наркотических и ненаркотических анальгетиков. Благодаря этому он достаточно широко применялся ранее в составе некоторых готовых лекарственных комбинаций при головной боли — например, до сих пор выпускаются готовые таблетки «анальгин с хинином».
Хинин тормозит размножение бесполых эритроцитарных форм малярийного плазмодия, что позволяет применять его при малярии. Но и в этом качестве он сегодня применяется редко, так как появились более эффективные и безопасные синтетические противомалярийные средства, в том числе воздействующие на тканевые, «спящие» формы малярийного плазмодия, и на его половые формы, продолжающие своё развитие в организме комаров. Вместе с тем хинин порой бывает эффективен при формах малярии, устойчивых, например, к хлорохину.

## Метаболизм
В организме хинин метаболизируется вследствие окисления либо хинуклидинового и хинидинового циклов до 2-оксихинина, 2'-оксихинина, диоксихинина, гемохинной кислоты, либо винильной группы до хинетина. Эти метаболиты и неизменный хинин выделяются с мочой.

## Использование в продуктах и напитках
- Тоники: например, Schweppes Bitter Lemon, Schweppes Indian Tonic Water, Джин-тоник «Джамбо», тоник «Очаково», Evervess, Chillout (указан на этикетках).